# Onthophagus spathatus
Onthophagus spathatus là một loài bọ cánh cứng trong họ Bọ hung (Scarabaeidae).